# Any Video Converter
Any Video Converter (AVC) is een computerprogramma voor videoconversie en videobewerking. Het is gratis, maar er zijn ook betaalde versies waar de gebruiker meer mogelijkheden heeft (bijvoorbeeld het rippen van een dvd).

## Functies
Na videobestanden omzetten kan de gebruiker met het programma ook hun video's bewerken zoals in elk ander videobewerkingsprogramma. Het programma kan ook video's downloaden van videosharing-sites zoals Youtube en Vimeo. Er is ook een mogelijkheid om diskettes te branden.

## Bestandsformaatondersteuning
Het programma ondersteunt de volgende input-formaten: MP4, MPEG, VOB, WMV, H264, H265, 3GP, 3G2, MKV, MOD, M2TS, RMVB, AVI, MOV, FLV, F4V, DVR-MS, TOD, DV, MXF, OGG, WebM en elk 4k-resolutie format.
Verder ondersteunt het programma ook nog de volgende output-formaten: MP4, AVI, MKV, M4V, WMV, MPG, ASF, M2TS, 3GP, FLV, SWF, MOV, GIF, WEBM, HTML5 WEBM, HTML5 OGG, HTML5 MP4 en meer.
AVC kan ook CD's en video's omzetten in MP3, AC3, OGG, AAC, WMA, M4A, WAV, APE, MKA, AU, M4B, AIFF, FLAC, DTS en meer.